# Гютлер, Вольфганг
Вольфганг Гютлер (нем. Wolfgang Güttler; 22 февраля 1893, Райхенштайн, Кайзеровская Германия — 20 февраля 1918, Эна) — немецкий лётчик-ас империалистической войны. Сбил восемь вражеских самолётов. Лейтенант прусской королевской армии.

## Биография
Родился в Райхенштайне 22 февраля 1893 года. В начале Первой мировой войны он служил в 11-м егерском батальоне и получил Железный крест второго класса. Затем он перешел в Кайзеровские авиационные войска Германии
После обучения на пилота был направлен в полевой летный отряд 72 на Русский театр войны в 1916году. Позже он служил в полевом летном отряде 285. За это время он был награжден Железным крестом первого класса в ноябре 1916 года.
Затем он прошел подготовку на одноместном истребителе в запасном отряде 11. Затем он был направлен в истребительную эскадрилью Jagdstaffel 24 10 марта 1917 года. Свою первую воздушную победу он одержал 2 мая 1917 года, сбив Nieuport 17 к югу от Бьена. К 9 августа он сбил Spad VII и два Sopwith Triplane из 10-й морской эскадрильи RNAS.
29 сентября 1917 года он был направлен в Jagdstaffel 13, чтобы командовать ею в качестве Штаффельфюрера. Свою пятую победу он одержал 20 октября 1917 года; 19 февраля он одержал свою восьмую победу. На следующий день участвовал в воздушном бою над аэродромом базирования 13-й эскадрильи «Jagdstaffel» в Реней-Ферме, где он столкнулся с другим немцем, вицефельдфебелем Паулем Гиобой, и погиб.